# Rajpipla (stato)
Lo Stato di Rajpipla (detto anche Regno di Rajpipla) fu uno stato principesco del subcontinente indiano, avente per capitale Rajpipla.

## Geografia
Lo stato principesco era situato in gran parte tra due fiumi importanti dell'India occidentale, il Narmada ed il Tapti, con il corso del fiume Satpura a sud. L'area, di circa 4000 km², disponeva al suo interno di 1550 km² di foreste, mentre il resto del territorio era composto da fertili pianure e da vallate di fiumi. Per questi motivi nei secoli lo stato di Rajpipla crebbe come uno dei più prosperi stati del Gujarat, secondo solo a Vadodara. Divenne particolarmente famoso per le miniere d'agata.

## Storia
Chokrana, un principe della casata dei Parmar della dinastia dei Rajput, originariamente proveniente dalla famiglia regnante di Ujjain nel Malwa (attuale parte occidentale dello stato di Madhya Pradesh), fu dall'inizio del XIV secolo sovrano del principato di Rajpipla, ponendo la capitale a Juna Raj o a Old Rajpipla, molto all'interno della foresta che ancora oggi contraddistingue l'area. Sua figlia sposò il leggendario Mokhdaji, capo guerriero dei Gohil Rajput a Gohilwar, Saurashtra. Chokrana Parmar, che non ebbe eredi maschi, adottò su nipote Samarsinhji, figlio minore di Mokhdaji Gohil. Mokhdaji aveva già avuto una prima moglie, Sarviya, principessa di Hathasani, ed il loro figlio Dungarsinhji ebbe il diritto di succedere al padre come capo di Ghoga, parte del quale divenne poi parte dello stato principesco di Bhavnagar.
Samarsinhji succedette al gadi (trono) di Rajpipla a metà del XIV secolo, assumendo il nome di Arjunsinhji. Da allora in poi, il Rajpipla venne governato dalla dinastia di Gohil dei Rajput. La Kul Devi (divinità di famiglia) della famiglia reale di Rajpipla era Shri Harsiddhi Mataji, il cui tempio originario era posto a Ujjain. Si diceva che Maharana Verisalji I di Rajpipla avesse costruito un tempio a Harsiddhi Mataji a Rajpipla nel XVIII secolo.
Ad ogni modo non fu facile per i Gohil mantenere il governo sul loro stato. Dovettero infatti fronteggiare diverse invasioni da parte dei sultani di Ahmedabad, degli Imperatori moghul e poi dei Maratha, perdendo persino il principato per brevi periodi, ogni volta ritornando al potere con l'aiuto di altre tribù (in particolare i Bhil) e con strategie di guerriglia. Nel 1730, con l'indebolimento dell'Impero moghul, il XXVI regnante Gohil di Rajpipla, Maharana Verisalji I iniziò a non pagare più il proprio tributo ai Moghul e suo figlio Maharana Jeetsinhji spostò la capitale a Nandod o nel villaggio di New Rajpipla, nelle pianure presso le rive del fiume Karjan, tributario del Narmada.
Quando i Maratha intensificarono il loro potere nel XVIII secolo, i Gaekwar dello Stato di Baroda richiesero dei tributi a Rajpipla. Queste azioni si verificarono quasi nel contempo con l'inizio dell'arrivo degli Inglesi nel territorio indiano e con l'ascesa del XXXIII regnante della dinastia Gohil, Maharana Verisalji II di Rajpipla. Nel corso dei Moti del 1857, Rajpipla sotto Verisalji II si ribellò agli inglesi e per diversi mesi lo Stato si trovò occupato dalle forze britanniche. Non stupì, dopo la fine delle agitazioni, che gli Inglesi costringessero Verisalji II ad abdicare in favore di suo figlio, il Maharana Gambhirsinhji, nel 1860.
Il periodo d'oro per Rajpipla nell'era moderna iniziò con il figlio di Maharana Gambhirsinhji, Maharana Chhatrasinhji, il XXXV regnante Gohil di Rajpipla ascese al gadi (trono) nel 1897. Rajpipla assistette ad un rapido progresso in metà del secolo. Maharana Chhatrasinhji ottenne delle onorificenze inglesi (primo tra tutti l'Ordine dell'Impero indiano) come risultato per la sua efficiente amministrazione. Tra le sue opere più significative si segnalano certamente 90 km di ferrovia per connettere Rajpipla ad Ankleshwar e per connettere questa tratta alla linea principale Delhi-Ahmedabad-Bombay, iniziata nei primi anni del suo regno e terminata attorno al 1902. Maharana Chhatrasinhji fu uno dei pionieri dell'uso dei motori in India, acquistando personalmente delle automobili ad uso personale come una Wolseley 6 hp 1903-04, una Armstrong Siddeley 15 hp 1906 ed una Clement Bayard 16 hp.
Suo figlio, il maharana Vijaysinhji Chhatrasinhji, che ascese al gadi nel 1915, fu tra i principali riformatori dell'epoca del proprio Stato e dell'India, continuando e ampliando l'opera di suo padre. Fu particolarmente vicino al mondo europeo ed alla corona inglese, ma fu tra i primi negli anni '40 a promuovere inaspettatamente dei movimenti nazionalisti e tra i primi ad aderire all'Unione Indiana di cui il suo stato entrò a far parte nel 1948. L'area dell'ex principato di Rajpipla forma oggi il Distretto di Narmada nel Gujarat, mentre alcune parti sono passate ai distretti di Vadodara e di Bharuch.

## Governanti
I governanti di Rajpipla portarono il titolo di Maharana sino al 1921.
- 16.. – 1705                Chatrasalji                        (m. 1705)
- 1705 – 1715                Mota Verisalji I                   (m. 1715)
- 1715 - 1730                Jitsinhji                          (m. 1730)
- 1730 - 1754                Gomalsinghji Jitsinhji             (m. 1754)
- 1754 (6 mesi)            Dalilsinhji (usurpatore)
- 1754 - 1764                Pratapsinhji                       (m. 1764)
- 1764 - 1786                Raisinhji                          (m. 1786)
- 1786 - 15 gennaio 1803         Ajabsinhji                         (n. 1750 - m. 1803)
- 1793 – 15 gennaio 1803         Naharsinhji (reggente)                (n. c.1780 - m. 18..)
- 15 gennaio 1803 - 10 maggio 1810  Ramsinhji                          (m. 1810)
- 10 maggio 1810 -  9 agosto 1821  Naharsinhji                        (s.a.)
- 9 agosto 1821 – 17 novembre 1860  Verisalji II                       (n. 1808 - m. 1868)
- 17 novembre 1860 - 10 gennaio 1897  Gambhirsinhji Verisalji            (n. 1847 - m. 1897)
- 1884 - 10 gennaio 1897         Amministratori britannici
  - - William Arthur Salmon  (luglio 1884 - 1885)
  - - Edward Vincent Stace (1885-1886) (n. 1841 - m. 1903)
  - - Alexander Francis Maconochie     (n. 1862 - m. 1934)  (1886-1887)
  - - Alexander Shewan (novembre 1887 - 1894)
  - - Willoughby Pitcairn Kennedy      (n. 18.. - m. 1928)      (ottobre 1894 - luglio 1895)
  - - Francis William Snell   (agosto 1895 - novembre 1897)
- 10 gennaio 1897 - 26 settembre 1915  Chhatrasinhji Gambhirsinhji        (n. 1862 - m. 1915)   (dal 12 dicembre 1911, Sir Chhatrasinhji Gambhirsinhji)
- 26 settembre 1915 –  1º gennaio 1921  Vijaysinhji Chhatrasinhji         (n. 1890 - m. 1951)
- 1º gennaio 1921 - 15 agosto 1947  Maharaja Vijaysinhji Chhatrasinhji         (s.a.) (dal 1º gennaio 1925, Sir Vijaysinhji Chhatrasinhji)